# Cooperativa de Cineastas de Aman
La Cooperativa de Cineastas de Aman (en árabe: تعاونية عمان للأفلام) es una institución que promueve el cine independiente de Jordania y la diáspora palestina a través de la capacitación, la experimentación y la creación de redes. La Cooperativa busca empoderar a los estudiantes de cine para producir películas con recursos muy nominales y con la ayuda de herramientas de la cinematografía digital. La Cooperativa también gestiona el Festival de Cortometrajes de Jordania, un festival de cine creado en 2004.